# Redectis
Redectis is een geslacht van vlinders van de familie spinneruilen (Erebidae), uit de onderfamilie Herminiinae.

## Soorten
- R. iphias Schaus, 1916
- R. plumbea Schaus, 1913
- R. polyidus Schaus, 1916
- R. pygmaea Grote, 1878
- R. straminea Hampson, 1926
- R. vitrea Grote, 1878